# Палмер (Аљаска)
Палмер (енгл. Palmer) град је у америчкој савезној држави Аљаска.

## Демографија
По попису из 2010. године број становника је 5.937, што је 1.404 (31,0%) становника више него 2000. године.
| Група             | 2000.         | 2010.         |
| Белци             | 3.595 (79,3%) | 4.537 (76,4%) |
| Афроамериканци    | 93 (2,1%)     | 109 (1,8%)    |
| Азијати           | 48 (1,1%)     | 66 (1,1%)     |
| Хиспаноамериканци | 159 (3,5%)    | 272 (4,6%)    |
| Укупно            | 4.533         | 5.937         |